# Catégorie des ensembles
En mathématiques, plus précisément en théorie des catégories, la catégorie des ensembles, notée Set ou Ens, est la catégorie dont les objets sont les ensembles, et dont les morphismes sont les applications d'un ensemble dans un autre. Sa définition est motivée par le fait qu'en théorie des ensembles usuelle, il n'existe pas d'« ensemble de tous les ensembles », car l'existence d'un tel objet résulterait en une contradiction logique : le paradoxe de Russell.
La catégorie des ensembles illustre de nombreuses constructions usuelles (produit cartésien, produit fibré, réunion disjointe, etc.) en théorie des catégories, et de nombreuses catégories, dites « concrètes », en sont des restrictions : catégorie des groupes, des anneaux, etc. Elle constitue également l'archétype d'un topos – ou aussi, un topos peut se voir comme représentant une certaine théorie des ensembles.

## Définition

### Problèmes de fondation
Il n'y a pas en mathématiques d'« ensemble de tous les ensembles ». La théorie des ensembles habituellement considérée est la théorie de Zermelo-Fraenkel (éventuellement complétée de l'axiome du choix), et l'axiome de fondation fait de la collection de tous les ensembles une classe propre. Dans ZF ou ZFC, la notion de classe propre n'est pas formalisée, et cela pose un problème pour donner un sens rigoureux à la catégorie des ensembles.
Il existe de nombreuses manières de résoudre cette situation. L'une d'entre elles est de travailler dans une théorie des ensembles qui formalise les classes, telles que la théorie des ensembles de von Neumann-Bernays-Gödel qui présente l'avantage de pouvoir être décrite avec un nombre fini d'axiomes, tout en étant essentiellement équivalente à ZFC. Une autre approche consiste à éviter les classes en travaillant dans un univers de Grothendieck fixé.
D'autres questions se posent dans la catégorie des ensembles, qui en font un objet d'étude intéressant en logique mathématique. 

### Catégorie des ensembles
La catégorie des ensembles est la catégorie ayant :
- pour objets la collection de tous les ensembles ;
- si A et B sont deux ensembles, Hom(A, B) est la collection des applications de A dans B, qui est un ensemble. La composition de morphismes correspond à la composition de fonctions usuelle.

## Propriétés de la catégorie des ensembles

### Propriétés catégoriques
- La catégorie Set est localement petite, mais ce n'est pas une petite catégorie.
- La catégorie Set est complète et cocomplète.
- La catégorie Set est un topos bien pointé[2], en particulier elle est cartésienne fermée.
- La catégorie Set n'est ni abélienne, ni additive, ni pré-additive (en).
- Set est l'objet terminal de la catégorie des topos de Grothendieck (équipée des morphismes géométriques).

### Objets
- L'objet initial de Set est l'ensemble vide.
- L'objet final de Set est le singleton[3].
- Il n'y a pas d'objet zéro dans Set[4].
- Le classificateur de sous-objet (en) est l'ensemble à deux éléments[5].
- L'objet exponentiel de deux objets A et B de Set est l'ensemble BA des applications de A dans B.
- L'objet puissance de Set est l'ensemble des parties d'un ensemble.
- Tout objet de Set qui n'est pas initial est un objet injectif (en)[6].
- Un sous-objet (en) d'un objet A de Set correspond à un sous-ensemble B de A, plus précisément à la collection des applications depuis un ensemble équipotent à B et dont l'image est exactement B.

### Morphismes
- Les épimorphismes sont les applications surjectives.
- Les monomorphismes sont les applications injectives.
- Les isomorphismes sont les applications bijectives.

### Limites
- Le produit dans Set est le produit cartésien d'ensembles.
- Le coproduit dans Set est la réunion disjointe d'ensembles.